# Charles François II. de Montmorency-Luxembourg
Charles François Frédéric II. de Montmorency-Luxembourg (geboren am 31. Dezember 1702 in Paris; gestorben am 18. Mai 1764 ebenda) war der Herzog von Piney-Luxemburg und von Montmorency. Er war ab 1757 Marschall von Frankreich.

## Leben

Wappen des Hauses Montmorency-Luxemburg

Er war der Sohn von Charles François I. de Montmorency-Luxembourg (1662–1726) und somit Enkel von François-Henri de Montmorency-Luxembourg; seine adelige Stammlinie führte er bis auf Hugo Capet zurück. Durch den König erhielt er im Herbst 1718 das Amt des Gouverneurs der Normandie übertragen, nachdem er sich im Frühjahr als Oberst eines Infanterieregiments verpflichtet hatte. Er diente während des Kriegs der Quadrupelallianz 1719 in Spanien und war bei den Eroberungen von Fontarabie, Sankt Sebastian und Urgell sowie der erfolglosen Belagerung von Roses beteiligt.
Nach dem Tod des Vaters 1726 erbte er als Herzog auch die Würde des Pairs von Frankreich sowie weitere Ländereien. Während er sich vor 1726 nur Herzog von Montmorency nennen durfte, nannte er sich ab 1726 nur noch Herzog von Luxembourg. Er heiratete in erster Ehe am 9. Januar 1724 Marie-Sophie Colbert (22. Dezember 1711 – 29. Oktober 1747), eine Enkelin von Jean-Baptiste Colbert. Mit ihr hatte er zwei Kinder:
- Anne-Maurice (gestorben 1760, verheiratet 1745 mit Anne-Louis-Alexandre de Montmorency, Fürst von Robecq)
- Anne François de Montmorency-Luxembourg (9. Dezember 1735 – 22. Mai 1761), verheiratet 1752 mit Louise Françoise Pauline de Montmorency-Luxembourg, drei Kinder

Montmorency-Luxembourg bereiste 1724 die Niederlande. Im Polnischen Thronfolgekrieg beteiligte er sich als Offizier an der Belagerung von Kehl, das 1733 eingenommen wurde. Ab 1734 bekleidete er den Rang eines Brigadiers in der Rheinarmee und diente unter der Führung von Berwick und d’Asfeld bei Kämpfen unter anderem in Trarbach, Ettlingen und bei der Belagerung Philippsburgs 1735. 1738 wurde Luxembourg zum Maréchal de camp ernannt. Im Ersten Schlesischen Krieg wurde er ab 1741 in der Bayernarmee eingesetzt, die auch in Österreich und Böhmen kämpfte. Er nahm im Zweiten Schlesischen Krieg an der Schlacht von Sahay teil, an der Eroberung sowie Verteidigung von Prag sowie der Eroberung von Frauenberg an der Moldau. Wieder in der Rheinarmee folgte seine Teilnahme an der Schlacht bei Dettingen 1743, ein Einsatz in Flandern (Belagerungen von Menen und Fribourg).
1744 kehrte Luxembourg zu einem längeren Fronturlaub nach Frankreich zurück. Im Januar wurde er zum Ritter vom Heiligen Geist geschlagen, im April stiftete er eine Akademie in Rouen, im Mai wurde er vom König zum Generallieutenant ernannt. Er nahm in den Folgejahren an weiteren Feldzügen von König Ludwig XV. während des Österreichischen Erbfolgekriegs in den Elsass und in den Niederlanden teil, etwa bei der Schlacht bei Fontenoy 1745 sowie bei den Belagerungen von Tournai und Antwerpen. Weitere Einsätze hatte sein Regiment in Roucourt und Lauffeldt 1747. Er wurde danach aufgrund des Todes seiner Frau beurlaubt.
In zweiter Ehe heiratete der Herzog am 29. Juni 1750 die ebenfalls seit einigen Jahren verwitwete Madeleine Angélique Neufville de Villeroy, die als „Herzogin von Luxemburg“ ihren zuvor für Skandale berüchtigten Lebensstil aufgab. Nur einen Monat später wurde Luxembourg zum Kapitän der 3. Kompanie der Königlichen Leibgarde ernannt. 1756 wurde ihm eine militärische Stellung in der Normandie zugewiesen. Ab dem 24. Februar 1757 bekleidete er den Rang eines Marschalls von Frankreich. Im Siebenjährigen Krieg wurde 1758 eine englische Landung in der Normandie befürchtet, welcher Luxembourg durch Verteidigungsmaßnahmen vorbeugen sollte. Sie fand nicht statt – dies sollte der einzige Einsatz Luxembourgs als Marschall von Frankreich bleiben.
Das herzogliche Paar hielt sich zumeist am königlichen Hof auf, besuchte aber regelmäßig die Güter, insbesondere in Montmorency. In den Jahren 1757 bis 1762 gewährten sie dort Jean-Jacques Rousseau Unterschlupf und verhalfen ihm auch 1762 nach der Veröffentlichung seines Romans Émile zur Flucht.
Nach seinem Tod 1764 wurden seine Titel zwischen den Erben aufgeteilt, da sein Sohn wie auch sein Enkelsohn vor ihm verstorben waren und somit nur weibliche Nachkommen existierten. Neuer Herzog von Piney wurde sein Großneffe Anne Charles Sigismond de Montmorency-Luxembourg (1737–1803). Herzogin von Montmorency wurde seine Enkelin Charlotte Anne Françoise de Montmorency-Luxembourg (* 1757), die dann 1767 den weitläufig verwandten Anne Léon II. de Montmorency-Fosseux heiratete.